# Humanes de Madrid
Humanes de Madrid är en kommun i Spanien. Den ligger i den autonoma regionen Madrid, i den centrala delen av landet, 21 km sydväst om huvudstaden Madrid. Antalet invånare är 20 074 (2024).